# La Baconnière
La Baconnière – miejscowość i gmina we Francji, w regionie Kraj Loary, w departamencie Mayenne.
Według danych na rok 1990 gminę zamieszkiwały 1152 osoby, a gęstość zaludnienia wynosiła 42 osób/km² (wśród 1504 gmin Kraju Loary La Baconnière plasuje się na 518. miejscu pod względem liczby ludności, natomiast pod względem powierzchni na miejscu 341.).